# Billy Mills
Pour les articles homonymes, voir Mills.
William Mills, dit Billy Mills, né le 30 juin 1938 à Pine Ridge, dans le Dakota du Sud, est un athlète américain spécialiste des épreuves de fond. Sur 10 000 mètres, il remporte la médaille d'or lors des Jeux olympiques d'été de 1964.

## Biographie
Membre de la tribu des Lakotas, plus généralement connue sous le nom des Sioux, il grandit dans la réserve indienne de Pine Ridge. Orphelin à 12 ans, il pratique la boxe et la course à pied, avant de se spécialiser dans cette dernière discipline. Après des études à l'université du Kansas, il rejoint le corps des US Marines. En 1964, il obtient sa qualification pour les Jeux olympiques de 1964 à Tokyo.

### Les Jeux olympiques de 1964

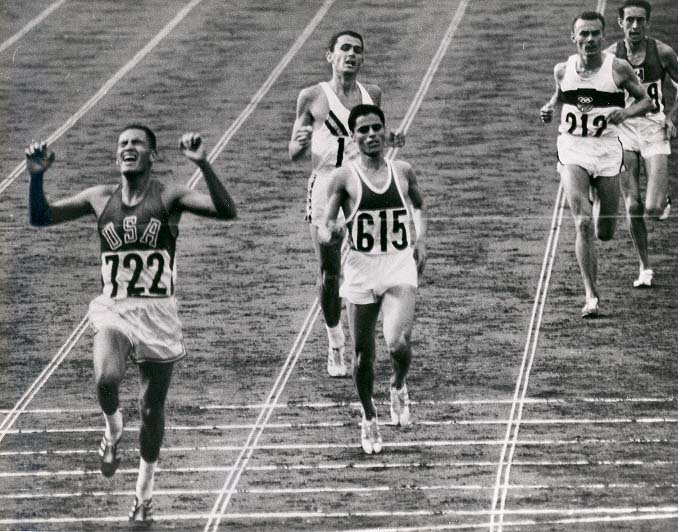
Victoire de Billy Mills lors des Jeux olympiques de 1964.

Le favori du 10 000 mètres est l'Australien Ron Clarke, détenteur du record du monde. À deux tours de l'arrivée, trois coureurs sont en tête : l'Australien, le Tunisien Mohammed Gammoudi et Billy Mills. À 300 mètres, Gammoudi prend quelques longueurs avant d'être rejoint par Clarke, toujours suivi par Mills. C'est à ce moment que celui-ci lance une nouvelle attaque qui lui donne la victoire, devant Gammoudi, Clarke prenant la troisième place du podium devant l'éthiopien Mamo Wolde. Mills, en abaissant son meilleur temps personnel de près de 50 secondes, établit également un nouveau record olympique.
Il participera plus tard à l'épreuve du marathon dont il termina à la 14e place.
La vie de Billy Mills a été mis en scène dans le film Running Brave.

## Palmarès

### Jeux olympiques d'été
- Jeux olympiques de 1964 à Tokyo,  Japon
  -  Médaille d'or du 10 000 m

### Record du monde
- record du monde du 6 miles (en 27 min 11 s 6).